# Cecile Arnold
Cecile Arnold (Louisville (Kentucky), 9 de juliol de 1891 − Hong Kong), 18 de juny de 1931) va ser una actriu de cinema mut que actuà sobretot per a la Keystone, destacant alguns títols de Chaplin com “The Face on the Bar Room Floor” (1914) o “The Masquerader” (1914).

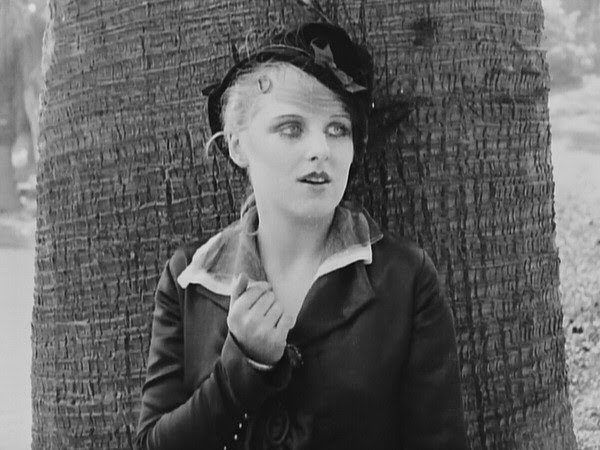
Cecile Arnold a "Those Love Pangs" (1914)

Cecile Laval Arnoux (nom real de l’actriu) va néixer a Kentucky el 1891 tot i que altres fonts situen el seu naixement a Nova York. Filla de pare francès i mare estatunidenca, els seus pares es van separar i la mare, amb Cecile, va mudar-se a St. Louis i posteriorment a Fort Worth (Texas). Inicià la seva carrera artística com a corista per ser contractada a continuació per formar part de la Ziegfeld Follies. El 1913, Mack Sennett la va contractar per a la Keystone on inicialment fou una de les “bathing beauties”. Més tard seria actriu en diferents pel·lícules de Chaplin com "The Property Man" (1914), "The Masquerader" (1914), "Those Love Pangs" (1914) o “The Face on the Bar Room Floor” (1914). El 1915, en marxar Chaplin de la Keystone, va participar en algunes pel·lícules protagonitzades per Syd Chaplin, Roscoe Arbuckle i Buster Keaton. Més endavant es va canviar el nom artístic pel de Arley.
El 1917 es va casar amb Duke Reynolds, que era assistent de direcció de Harry Williams a la Keystone i es retirà del cinema. La parella es divorcià dos anys després. A rel d’una visita al seu germà a Honolulu i posterior viatge a la Xina, conegué el seu segon marit, el banquer britànic David Toeg amb qui tingué un fill el 1925. Després del naixement la parella es divorcià. Els darrers anys de la seva vida visqué a Shanghai. Morí d'endocarditis a conseqüència d’una grip que patí durant un viatge a Hong Kong el 1931 i fou enterrada allà.

## Filmografia
- The Property Man (1914)
- The Face on the Bar Room Floor (1914)
- His New Profession (1914)
- The Rounders (1914)
- He Loved the Ladies (1914)
- Stout Hearts But Weak Knees (1914)
- The Masquerader (1914)
- Those Love Pangs (1914)
- Dough and Dynamite (1914)
- Gentlemen of Nerve (1914)
- Cursed by His Beauty (1914)
- His Musical Career (1914)
- His Talented Wife (1914)
- Mabel's New Job (1914)
- Fatty's Wine Party (1914)
- His Taking Ways (1914)
- His Halted Career (1914)
- Leading Lizzie Astray (1914)
- His Prehistoric Past (1914)
- Getting Acquainted (1914)
- Ambrose's First Falsehood (1914)
- His Second Childhood (1914)
- Her Winning Punch (1915)
- Hushing the Scandal (1915)
- Mabel and Fatty's Married Life (1915)
- Caught in a Park (1915)
- That Springtime Feeling (1915)
- Ambrose's Sour Grapes (1915)
- His Luckless Love (1915)
- Ambrose's Fury (1915)
- Caught in the Act (1915)
- Gussle's Day of Rest (1915)
- Ambrose's Lofty Perch (1915)
- Gussle's Wayward Path (1915)
- Ambrose's Nasty Temper (1915)
- A Bear Affair (1915)
- Crossed Love and Swords (1915)
- No One to Guide Him (1915)
- My Valet (1915)
- A Game Old Knight (1915)
- A Submarine Pirate (1915)
- His Last Scent (1916)
- Petticoat Perils (1917)
- His Social Rise (1917)
- Love and Fish (1917)
- Their Week Moments (1917)
- His Widow's Might (1917)
- Their Domestic Deception (1917)